# Хайлигенштедтенеркамп
Хайлигенштедтенеркамп (нем. Heiligenstedtenerkamp) — община в Германии, в земле Шлезвиг-Гольштейн. 
Входит в состав района Штайнбург. Подчиняется управлению Итцехё-Ланд.  Население составляет 715 человек (на 31 декабря 2010 года). Занимает площадь 0,85 км².